# Louann (Arkansas)
Louann est un village situé dans l’État américain de l'Arkansas, dans le comté de Ouachita.